# Bayern Múnich (gimnasia)
La sección de gimnasia del Bayern Múnich fue una sección deportiva comprendida desde 1974 a 2014, promoviendo las disciplinas olímpicas de gimnasia. 
Bernhard Simmelbauer, miembro del club, participó en los Juegos Olímpicos de Los Ángeles 1984 y 1988 y los campeonatos del mundo de gimnasia artística 1985 en Montreal, alcanzando el cuarto lugar en la competición por equipos de los Juegos Olímpicos en 1984. El club ganó cuatro títulos de campeón de Alemania en la década de 1980 en 1983, 1986, 1987 y 1988 y cinco títulos de subcampeón en 1981, 1982, 1984, 1985 y 1989. Después de dos de descenso en la segunda división nacional en 2008 y 2012, el equipo logró retornar a la primera división en 2009 y 2013 respectivamente, para luego desaparecer en enero de 2014.

## Palmarés
- 1. Bundesliga (hombres) (4): 1983, 1986, 1987, 1988.
  - Subcampeón (5): 1981, 1982, 1984, 1985, 1989.
  - Tercer lugar (1): 1990.